# 国府宮村
国府宮村（こうのみやむら）は、愛知県中島郡にかつてあった村。
現在の稲沢市の中央部（国府宮・松下・島町など）に該当する。

## 歴史
- 1889年（明治22年）10月1日 - 国府宮村、治郎丸村、島村、松下村が合併し、国府宮村が発足。
- 1906年（明治39年）5月10日 - 稲沢町, 一治村, 山形村, 下津村, 大江村の一部, 中島村の一部, 稲保村の一部と合併し、改めて稲沢町発足。同日国府宮村は廃止。
- 1958年（昭和33年）11月1日 - 稲沢町が市制施行して稲沢市となる。

## 神社・仏閣
- 尾張大国霊神社（通称：国府宮）